# حسن أباد (خوانسار)
حسن أباد هي قرية في مقاطعة خوانسار، إيران. عدد سكان هذه القرية هو 50 في سنة 2006.